# Buddhismus in Burjatien
Der Buddhismus in Burjatien spielt seit dem 17. Jahrhundert eine bedeutende Rolle unter dem mongolischen Volk der Burjaten in Russland, vor allem jedoch unter den Burjaten östlich des Baikalsees.
Im Artikel wird der Buddhismus der Burjaten in den Siedlungsgebieten der Burjaten in Russland beschrieben, die größer und weitläufiger sind als die heutige Republik Burjatien und vor allem in die Region Transbaikalien und in der Oblast Irkutsk hineinreichen. Nicht beachtet werden die Burjaten in der Mongolei und in China, da das Verhältnis der russischen Burjaten zur staatlichen Obrigkeit in Zarenreich, Sowjetunion und Russischer Föderation eine eigene Entwicklung gezeugt hat.
Die russischen Burjaten folgen traditionell der Gelug-Schule des tibetischen Buddhismus. Anders als die west-mongolischen Kalmücken der Republik Kalmückien, die sich ebenfalls in Russland befindet, haben die Burjaten eine stärkere Verbindung zur Mongolei, während die Kalmücken sich vor allem nach Tibet orientierten. Eine besondere Rolle im Buddhismus in Burjatien spielt die Verbindung des burjatischen Buddhismus mit der russischen Regierung. Die Loyalität zum russischen Staat drückt sich unter anderem in der Anerkennung russischer Herrscher als Inkarnationen der buddhistischen Gottheit der Weißen Tara aus. Diese Verknüpfung mit dem russischen Staat lässt einige Beobachter und Akteure von einem eigenständigen „Burjatischen Buddhismus“ sprechen.

## Geschichte

### Vorgeschichte
Die Burjaten, bzw. ihre Vorfahren kamen schon im 1. Jahrtausend n. Chr. und zur Zeit des mongolischen Großreiches im 13. und 14. Jahrhundert in Berührung mit dem Buddhismus. Allerdings blieb bis zum 17. Jahrhundert die mehrheitliche Religion der Burjaten der Schamanismus. Eine buddhistische Mission begann etwa ab 1620, als mongolische Nomaden nach Burjatien einwanderten und mongolische und vielleicht auch tibetische Mönche mit sich brachten, die die Burjaten zum tibetischen Buddhismus der Gelug-Schule bekehrten. Wie auch bei anderen nomadischen Völkern, die den Buddhismus übernahmen, wurden die religiösen Rituale zunächst in Filzzelten abgehalten.
Der frisch übernommene Buddhismus traf auf Widerstand des traditionellen Schamanismus, konnte sich aber nach und nach unter den Burjaten etablieren. Der Schamanismus verschwand allerdings nie vollkommen und spielt noch heute eine bedeutende Rolle in der Region. Etwa zur gleichen Zeit, als sich Burjaten östlich des Baikalsees niederließen, drang auch die russische Expansion in Sibirien in die burjatischen Gebiete vor. Seitdem waren die Burjaten sowohl dem Einfluss des russischen bzw. sowjetischen Staates als auch dem Buddhismus ausgesetzt.

### Der Buddhismus der Burjaten im russischen Zarenreich

#### Entwicklung des Buddhismus und der Klosterkultur
In den Verträgen von Nertschinsk (1689) und Kjachta (1727) zwischen Russland und China wurden die Grenzziehungen zwischen den beiden Vertragsstaaten geregelt, wodurch die Burjaten zum größten Teil vertraglich unter die Herrschaft der Zaren gerieten. Zu diesem Zeitpunkt bestanden bereits intensive Beziehungen zwischen den Burjaten und der Mongolei und Tibet. 1689 wurde eine Vereinbarung zwischen der russischen Regierung und den östlich des Baikalsees lebenden Burjaten getroffen, nach der im Austausch für ihre Loyalität zu Russland die Burjaten nicht durch Gewalt zum Christentum konvertiert werden sollten.
In der ersten Hälfte des 18. Jahrhunderts wurden erste Dazans (Klosterschulen) gegründet, zunächst als Zeltklöster, die später durch Holzgebäude ersetzt wurden. Der erste Dazan wurde 1707 der Sartul-Dazan. Es folgten 1730 der Zongolski-Dazan und 1741 der Tamtschinski-Dazan, das sogenannte Gänseseekloster. Der früheste stationäre Dazan wurde der Zongol-Dazan. Als frühestes Datum eines aus Holz gebauten Klosters wird das Jahr 1780 angegeben. Im Gegensatz zu den großen Klöstern der Gelug-Tradition in Tibet, an denen Mönche aus verschiedenen Regionen und Völkern und mit unterschiedlichen Sprachen studierten, entwickelten sich in Burjatien Klöster mit Bedeutung jeweils vornehmlich für die lokale Bevölkerung. Die Zahl der Lamas in Burjatien stieg während der Zarenzeit kontinuierlich an, von 150 im Jahr 1772 über 4.509 im Jahr 1846 bis auf 15.000 im Jahr 1910.

#### Regulierungen und Einfluss des Zarenreichs
Bereits 1728 versuchte die russische Regierung den Einfluss der Religion bzw. den Einfluss von Buddhisten, die nicht russische Untertanen waren, unter den Burjaten einzuschränken, indem sie den Zuzug von Lamas aus Tibet verbot und die Ausbildung buddhistischer Lamas vor Ort anordnete. Allerdings wurde das Verbot nicht strikt eingehalten. Bei der Gründung des Zongolski-Dazan war etwa ein tibetischer Lama, Agvan Puncuk, das Oberhaupt des Klosters. Die Regierung versuchte jedoch weiter, die Verbindung zwischen den Burjaten und der Mongolei und Tibet zu unterbinden. 1741 wurde ein weiteres Gesetz eingeführt, das den Kontakt mit ausländischen buddhistischen Geistlichen unter Todesstrafe stellte. Gleichzeitig wurde der Buddhismus unter den Burjaten als unabhängig von der Mongolei und Tibet anerkannt.

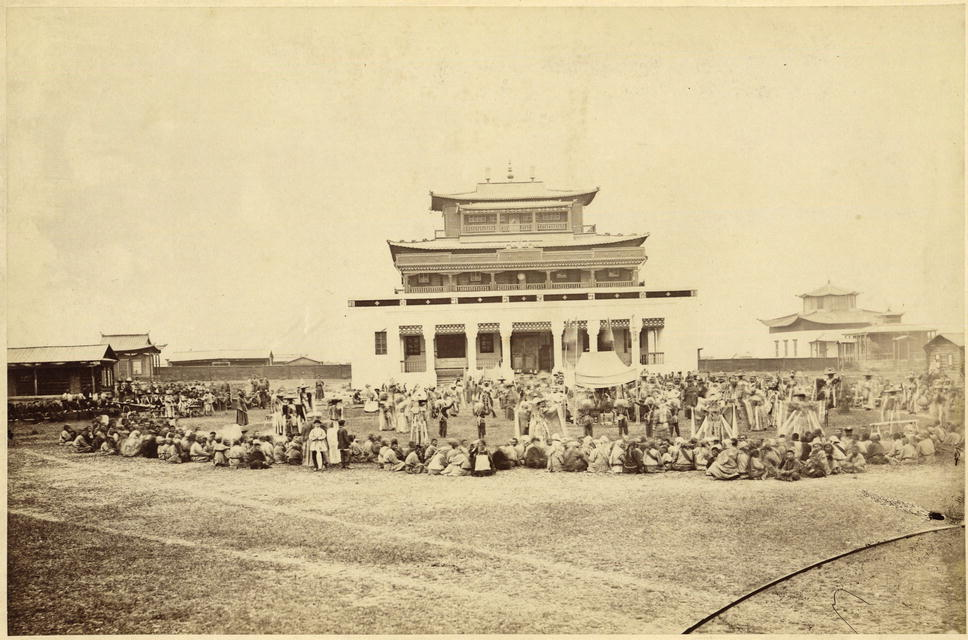
Das Gänseseekloser (Tamtschinski-Dazan) war vom 18. bis zum 20. Jahrhundert das Zentrum des burjatischen Buddhismus.

1764 wurde auf Befehl der Zarin Elisabeth das Amt des Khambo Lama als oberster Geistlicher unter den Burjaten festgesetzt, welches fortan das oberste religiöse Amt unter den Burjaten darstellte und heute wieder eine bedeutende Rolle spielt. Als ersten Khambo Lama setzte sie den Mönch Damba Darzha Zayayev ein. Das Ziel der Regierung war, damit die Abhängigkeit der Burjaten von Einflüssen der tibetisch-buddhistischen Welt abzubauen, da die Zentren des tibetischen Buddhismus (Tibet und Mongolei) im Machtbereich des mit dem Zarenreich konkurrierenden China der Qing-Dynastie lagen. Mit Einsetzung des Amtes sollten die burjatischen Buddhisten von der Außenwelt isoliert werden und Kontrolle über ausländische Buddhisten im Land gewonnen werden. Dennoch unterstützte die zarische Regierung bis Mitte des 19. Jahrhunderts den Buddhismus in Burjatien unter anderem in der Bekämpfung des Schamanismus in der Region.

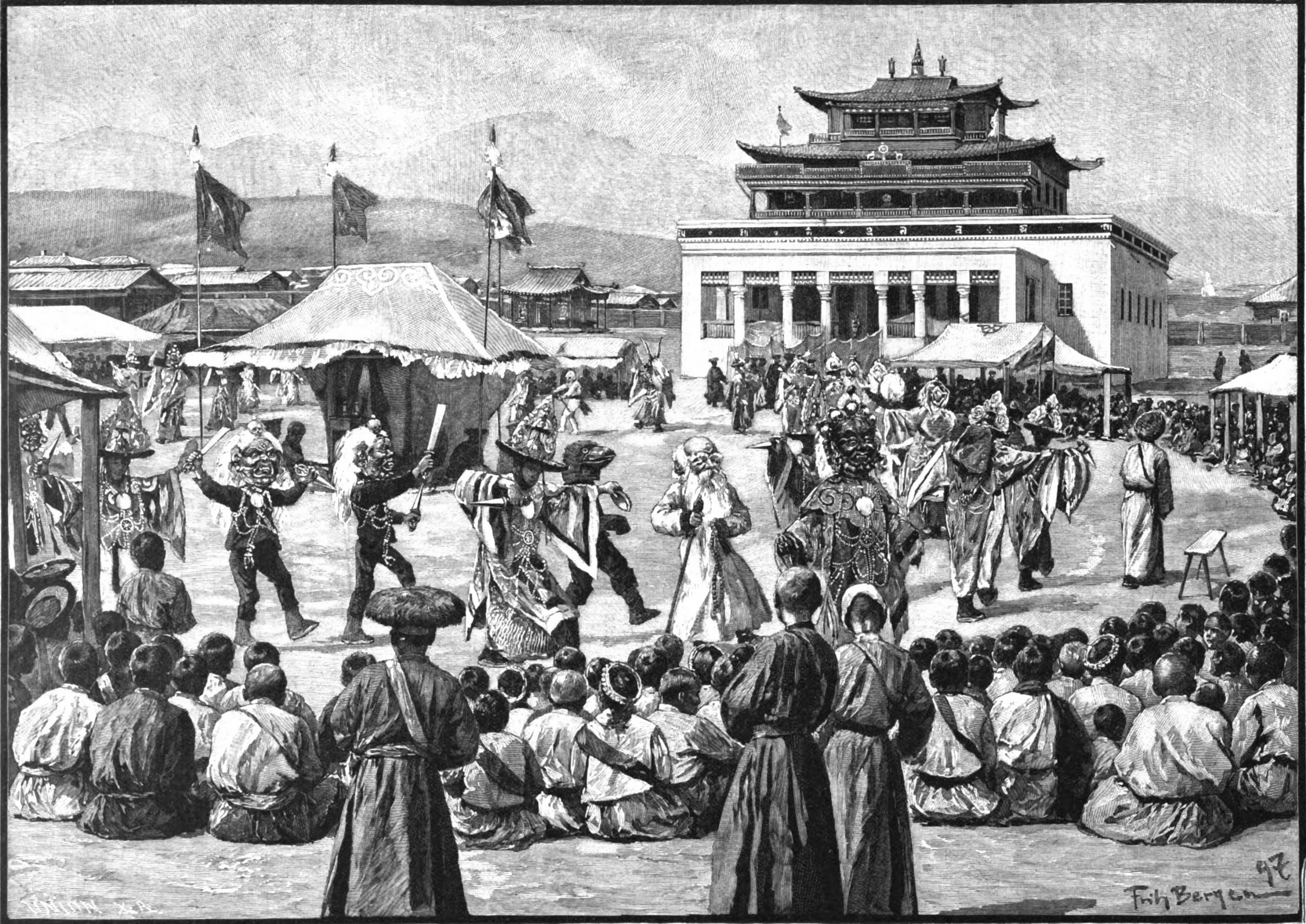
Darstellung eines Cham-Tanzes im Tamtschinski-Dazan in der deutschen illustrierten Zeitschrift die Gartenlaube von 1898 (Zeichnung von 1897)

#### Verstärkte Regulierung und Eindämmung
1853 erließ die Regierung ein Gesetz über die buddhistische Geistlichkeit in Ost-Sibirien. Die Zahl der erlaubten Klöster wurde auf die bereits bestehenden 34 festgelegt. Außerdem wurde die Zahl der Lamas begrenzt. Die staatlich anerkannten Lamas waren von Steuern und Abgaben befreit und sie wurden später von der Regierung bezahlt. Allerdings gab es keine Bestrafung für den Fall, dass mehr Lamas im Land waren, weshalb deren Zahl weiter anstieg. Die Ernennung des Khambo Lamas wurde ebenso wie die Verwaltung der Klöster unter staatliche Obhut gestellt. Den Lamas wurde zudem das Recht genommen, sich frei jenseits der Grenzen ihrer Klosteranlagen zu bewegen und neue Gebäude durften nur noch nach Erlaubnis des Gouverneurs und des Innenministeriums gebaut werden. Um dieselbe Zeit wurde ein Gesetz erlassen, dass alle buddhistischen religiösen Bücher, die importiert werden sollten, zunächst eine Zensur durchlaufen sollten.
1867 folgte die Regierung einer Empfehlung von Missionaren der russisch-orthodoxen Kirche unter den Burjaten und implementierte eine Regelung, nach der einige getaufte Burjaten in offizielle Ämter der burjatischen Selbstverwaltung erhoben wurden. In den 1870er Jahren versuchte die Regierung unter dem General-Gouverneur Nikolai Sinel'nikow einige der buddhistischen Stätten zu vernichten, indem sie getaufte Burjaten zur Zerstörung der Stätten zu zwingen versuchten. 1888 versuchte die Regierung der Region Irkutsk den Einfluss des Buddhismus unter den Burjaten westlich des Baikalsees zu vermindern, indem sie zwei Klöster der Kontrolle des Kahmbo Lama entzog. Trotz der zaristischen Versuche zur Einschränkung des Buddhismus wurden gegen Ende des 19. und zu Beginn des 20. Jahrhunderts mehr Ressourcen als zuvor für Bau und Ausstattung der Klöster eingesetzt. Die Repressionen der Regierung wurden zu Beginn des 20. Jahrhunderts zum Teil wieder aufgehoben.

#### Christliche Missionierungsbestrebungen unter den Burjaten
Die ersten russisch-orthodoxen Missionierungsversuche unter den Burjaten begannen in den 1680er Jahren, als zwölf Mönche sich im östlich des Baikalsees gelegenen Selenginsk niederließen und 1684 dort ein Kloster gründeten. Starken Auftrieb erhielten die Missionierungsbestrebungen aber vor allem im 19. Jahrhundert. Bis zur Mitte des Jahrhunderts gab es kaum eine organisierte Hilfe seitens der Zentralregierung in Sankt Petersburg, die Missionierungsversuche gingen vor allem von lokalen Priestern aus.
Ab 1865 wurde die Missionierung staatlich (finanziell) unterstützt. Als Resultat war die Zahl der Burjaten, die zur orthodoxen Kirche übertraten, im Zeitraum 1869–92 dreimal so hoch wie im vorherigen Zeitraum 1839–68. Ab 1870 konvertierten jedes Jahr 1500 oder mehr Burjaten zur russisch-orthodoxen Kirche. Viele der Übertritte geschahen unter Zwang. Zunächst konzentrierte sich die Mission auf die vor allem schamanistisch geprägten Burjaten westlich des Baikalsees.
Ab den 1870er Jahren, als ein Großteil der Burjaten westlich des Sees zumindest nominell konvertiert war, konzentrierte sich die Mission auf die buddhistischen Burjaten östlich des Baikalsees. Zar Nikolaus II. unterschrieb 1905 das Russische Toleranzedikt, nach dem allen Erwachsenen in Russland die freie Religionswahl freistand. Dies veranlasste viele christliche Burjaten dazu, zum Buddhismus zurückzukehren.

### Der Buddhismus unter den Burjaten in der Sowjetunion

#### Staatliche Unterstützung und buddhistische Reformversuche
Nach der Oktoberrevolution wurden Buddhisten in der neugegründeten Sowjetunion zunächst unterstützt. Im Gegensatz zur russisch-orthodoxen Kirche, gegen die die sowjetische Führung kompromisslos vorging, trat die Regierung dem Buddhismus, wie auch anderen Minderheitenreligionen, zunächst relativ offen gegenüber. Sie sah im Buddhismus eine Religion unterdrückter Minderheiten und in seiner staatlichen Unterstützung ein Mittel, die Weltrevolution auch in buddhistische Länder zu tragen.

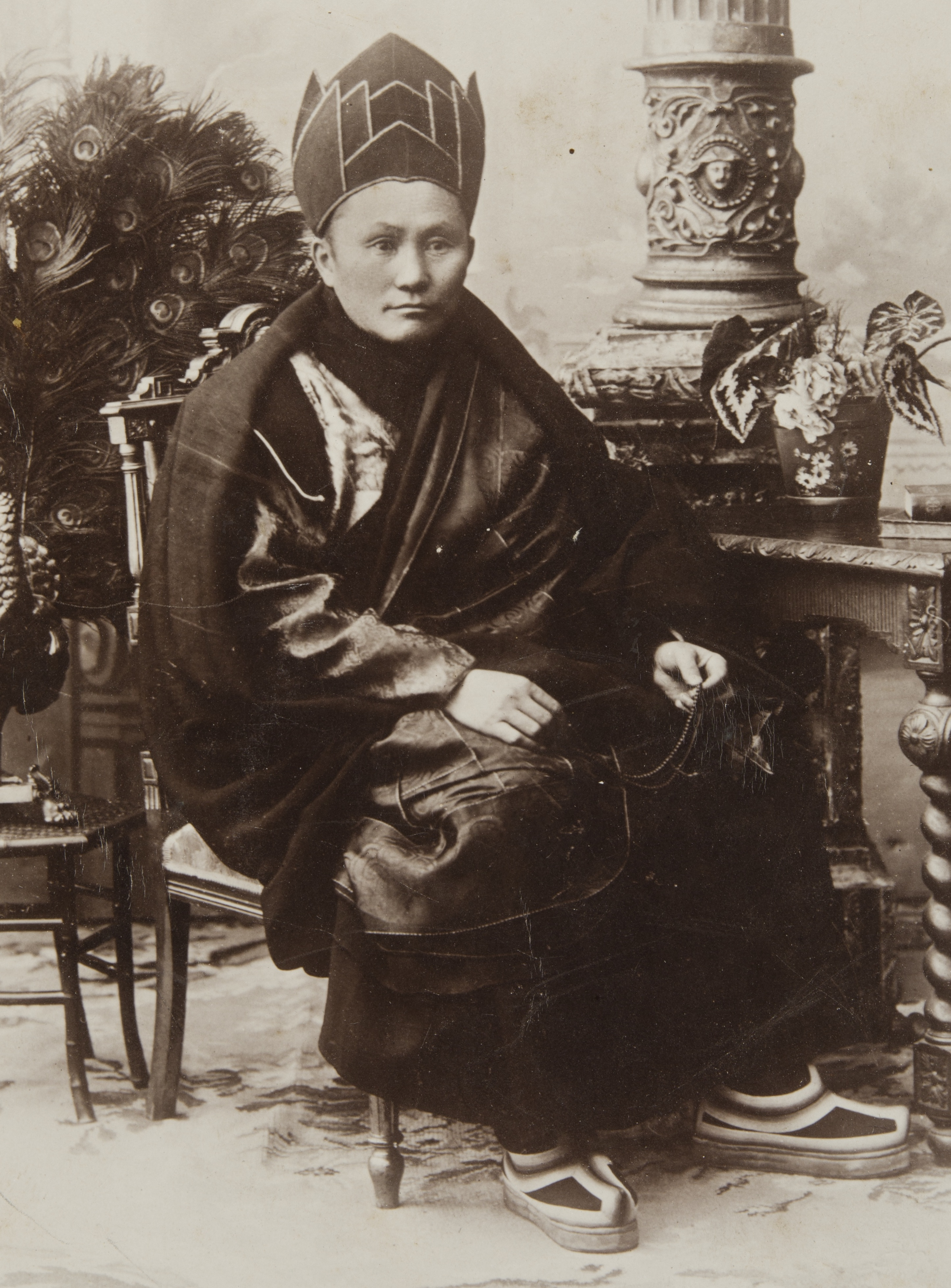
Der burjatische Mönch und Gesandter des 13. Dalai Lama in Sankt Petersburg, Agvan Dorzhiev (1854–1938), war eine der bedeutendsten burjatischen Persönlichkeiten im 20. Jahrhundert und der wichtigste Vertreter der buddhistischen Reformbewegung.

In den 1920er Jahren kam es innerhalb der buddhistischen Geistlichkeit (Sangha) zu Diskussionen über die Notwendigkeit einer Reform des Buddhismus. Etwa ein Fünftel der Mönche sprach sich dafür aus. Die bekannteste Person unter den Reformern war Agvan Dorzhiev, Lehrer und später Gesandter des 13. Dalai Lama in Russland und in der Sowjetunion. Unter seinem Vorsitz fand im Oktober 1922, kurz vor Übernahme der Fernöstlichen Republik in die Russische Sowjetrepublik, der erste burjatisch-buddhistische Kongress statt. Ziel des Kongresses war die Diskussion von Reformbestrebungen der Reformer, die eine Zentralisierung und Demokratisierung des buddhistischen Sangha anstrebten. Der Kongress entschied, dass ein gewählter Kongress die Belange der burjatischen Buddhisten verwalten und die Macht des Khambo Lama als obersten Geistlichen und der Klosteräbte eingeschränkt werden sollte. Außerdem wurde die Institution der Wiedergeburten buddhistischer Lehrer in Nachgeborenen (tibetisch: trülku, mongolisch: khubilgan) abgeschafft. Die Erfolge der Reformer sollten jedoch nicht lange währen, da die gesamte buddhistische Religion nur wenige Jahre später durch die sowjetische Regierung stark in Bedrängnis kam.

#### Unterdrückung und Zerstörung des Buddhismus in den 1920er und 1930er Jahren
Unter Stalin begann Ende der 1920er Jahre eine anti-buddhistische Politik, die auch in burjatischen Gebieten von Zeitschriften aufgegriffen wurde. Gleichzeitig mit diesen offiziellen Verlautbarungen begannen militante Atheisten, Dazans zu besetzen und Lamas zu vertreiben. 1936 berichtete ein Zuständiger der Regierung an den Kreml, dass frühere Dazans in säkulare Zentren wie Schulen oder Krankenhäuser umgewandelt worden waren. Von den von ihm genannten 44 bestehenden Dazas vor der Revolution waren zu diesem Zeitpunkt 18 geschlossen, wovon sechs staatlich geschlossen worden waren und zwölf sich selbst aufgelöst hatten, indem die Bewohner geflohen waren. Somit bestanden 1936 noch 26 Dazans. Von 14.000 Lamas und Schülern (khuvaraks) waren nur noch 900 übrig. Die meisten der früheren Dazans wurden während des zweiten Fünfjahresplans (1933–37) zerstört. Der Großteil der Zerstörung wurde nicht durch die Regierung, sondern durch lokale Bevölkerungsteile durchgeführt, insbesondere von jungen Menschen. Die genaue Zahl der Dazans, die vor der Zerstörung existierte, variiert in der Literatur. Neben der bereits erwähnten Zahl von 44 Dazans spricht die wissenschaftliche Literatur auch von von 36, 37 oder 47 Dazans, die noch vor Beginn des Zweiten Weltkriegs allesamt geplündert oder zerstört wurden.

#### Geringe religiöse Freiheiten ab 1945

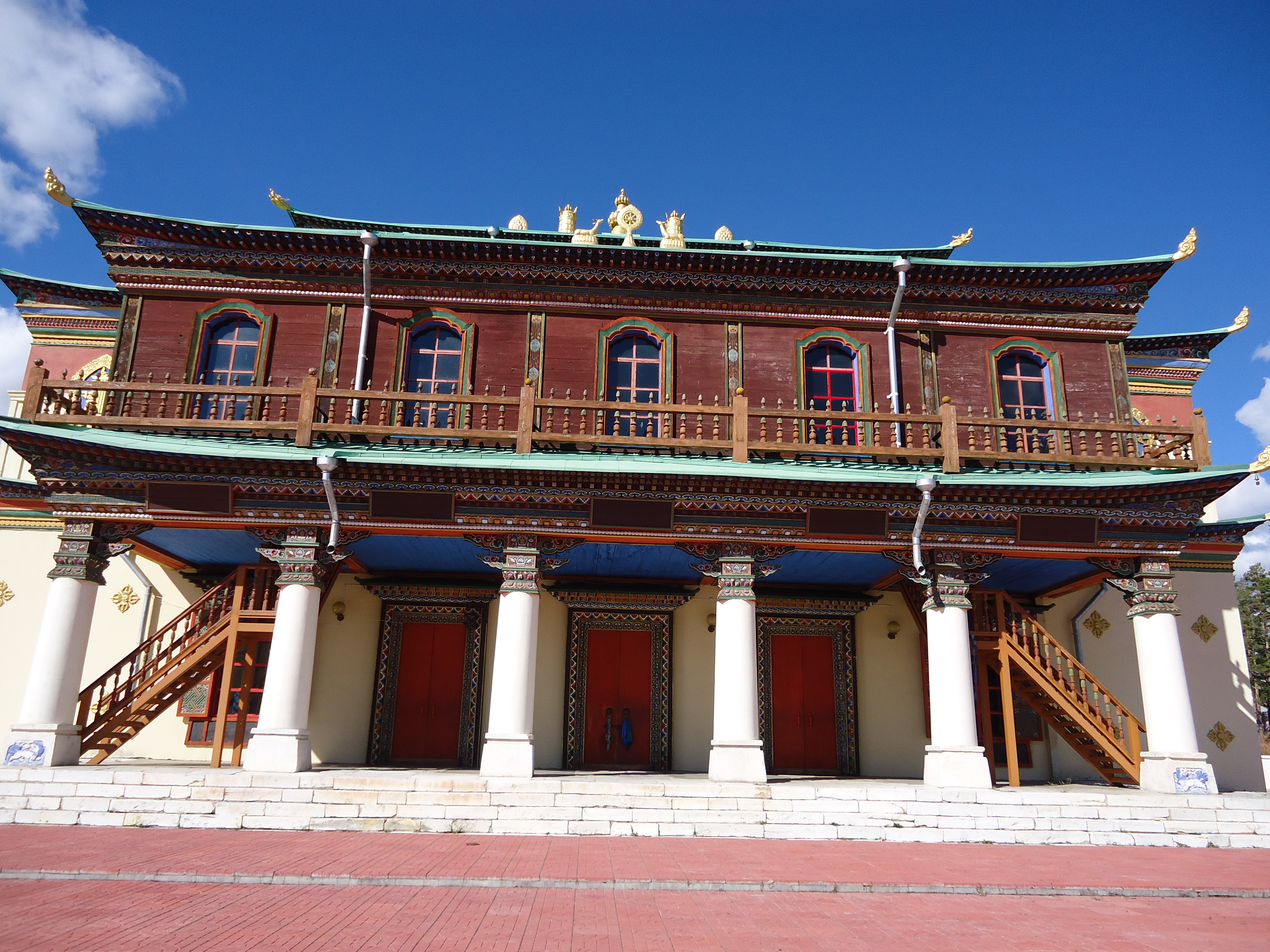
Der Aginer Dazan war der erste wieder eröffnete Dazan nach den Zerstörungen aller Dazans in den 1920er und -30er Jahren.

Im Gegensatz zu den Kalmücken und Tuwinern, den anderen beiden traditionell buddhistischen Ethnien in Russland, wurde den Burjaten zumindest in geringem Maße die Ausübung des Buddhismus nach dem Zweiten Weltkrieg wieder erlaubt. 1945 wurde beschlossen, das Kloster von Aginsk wieder zu eröffnen und nahe der burjatischen Hauptstadt Ulan-Ude ein neues Kloster zu errichten. Dieses Kloster von Iwolginsk wurde der neue Sitz des Khambo Lama, da sein traditioneller Sitz, das Gänseseekloster Tamtschinski-Dazan noch nicht wieder aufgebaut worden war. 1946 wurde als zentrale Verwaltung die Zentrale geistliche Verwaltung der Buddhisten geschaffen. Die Zahl der Klöster blieb jedoch bei zwei, während die Zahl der Mönche von ehemals über Zehntausend auf nur noch zweistellige Zahlen begrenzt wurde. Zunächst wurde die Zahl auf etwa zehn bis fünfzehn festgesetzt. 1962 gab es im Iwolginski-Dazan 26 Mönche.
Dieses formelle Bestehen des Buddhismus in Burjatien und damit in der Sowjetunion sollte nach außen die Existenz von Religionsfreiheit vortäuschen und bei buddhistischen Staaten die Vorzüge des staatlichen Sozialismus bewerben. Ab den 1950er Jahren wurde auch ein begrenzter Austausch buddhistischer Geistlicher zugelassen. Im Gegensatz zu den allermeisten Bürgern des Staates konnte das Oberhaupt der burjatischen Buddhisten, der Khambo Lama Zhambal-Dorzhi Gomboev (1897–1983, im Amt 1963–82), aber auch andere Mönche Auslandsreisen unternehmen und Gäste aus buddhistischen Zentren in Asien empfangen. Der 14. Dalai Lama, das geistige Oberhaupt der Gelug-Schule, der die Burjaten mehrheitlich folgen, konnte ab 1979 insgesamt viermal die UdSSR besuchen.
Die Legalisierung des Buddhismus half den burjatischen Buddhisten bei der Durchsetzung ihrer Rechte. 1970 wurde mit sowjetischer Unterstützung in der mongolischen Hauptstadt Ulaanbaatar ein buddhistischtes Institut gegründet. Ende der 1970er Jahre konnten sechs Graduierte dem Iwolgnisk-Dazan beitreten, wodurch eine Weitergabe des Buddhismus von der alten Generation von Lamas an eine neue Generation gesichert werden konnte. In den 70er Jahren stieg auch die Anzahl registrierter Besucher in den Klöstern und Spendeneinnahmen stark an. Die offizielle Anerkennung und der Aktivismus der burjatischen Buddhisten trugen dazu bei, dass der Buddhismus in Burjatien die Zeit der Sowjetunion in einem geringen Maß überleben konnte. Eine wirkliche Besserung der Verhältnisse für die Religion folgte allerdings erst ab den 1980er Jahren bzw. nach dem Ende der Sowjetunion.

### Wiederbelebung des Buddhismus ab dem Ende der Sowjetunion
Bedeutsam für die Wiederbelebung des Buddhismus unter den Burjaten ist der Khambo Lama Damba Badmajewitsch Ajuschejew, unter dessen Leitung viele Klöster wiederaufgebaut und neue gegründet wurden.
1996 wurde die Geistliche Zentralverwaltung in Buddhistische Traditionelle Sangha Russlands (russisch: Буддийская традиционная сангха России) umbenannt. Die Organisation, dessen Leiter der amtierende Khambo Lama Damba Ajuschejew ist, umfasst heute nicht nur die Buddhisten in Burjatien, sondern auch buddhistische Gemeinden in Irkutsk, Tschita, Novosibirsk, Krasnojarsk, Omsk und Moskau. Nicht unter ihre Führung fallen die Buddhisten Kalmückiens und Tuwas, die ihre eigene institutionelle Verwaltung haben.

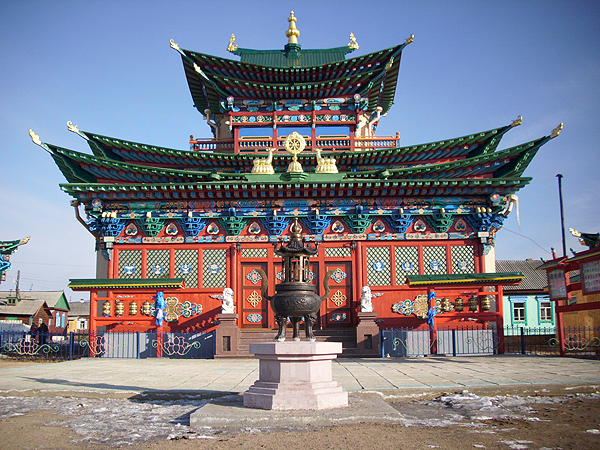
2008 erbauter Palast des Itigelow. In ihm wird der unversehrte Leichnam des 1927 verstorbenen Khambo Lamas Itigelow aufbewahrt. Der Besuch durch Pilger ist streng reguliert. Seit seiner Exhumierung 2002 ist der unversehrte Körper eines der bekanntesten Symbole Burjatiens geworden.

#### Buddhistische Frauen
Eine besondere Entwicklung innerhalb des tibetischen Buddhismus betrifft die Rolle der Frauen. Traditionell spielten diese keine bedeutende Rolle im Buddhismus in Burjatien, da die Burjaten die Religion des Buddhismus aus der Mongolei übernahmen, wo die Institution buddhistischer Nonnen nicht aus Tibet übernommen worden war. Frauen stellen heute etwa 80 % der Teilnehmer an buddhistischen Aktivitäten dar. Zum größten Teil sind sie jedoch im Laienbuddhismus tätig. Viele streben nach buddhistischer Bildung bei den traditionell männlich geleiteten Dazans. In diesen wird ihnen aber kein Zugang zum Orden gewährt. Viele Mitglieder des männlichen Klerus beschweren sich, dass der burjatische Buddhismus zu weiblich sei, da Frauen die Mehrzahl der Tempelbesucher darstellen.
Der Khambo Lama Damba Ajuschejew versucht, diesem Trend entgegenzuwirken. Die Tatsache, dass mehr Frauen als Männer die buddhistische Religion praktizieren, bezeichnet er als „Tragödie“. Ajuschejew ermutigt die Mönche in Burjatien dazu, sich sportlich zu betätigen, vor allem in den drei traditionellen burjatischen (und mongolischen) „männlichen“ Sport-Wettkampfarten Ringen, Bogenschießen und Pferderennen. Die Ethnologin Anya Bernstein führt diese Versuche der Maskulinisierung durch Ajuschejew auf eine generelle Traditionalisierung von Geschlechterrollen in Burjatien in der post-sowjetischen Gesellschaft zurück.
Mitte der 1990er Jahre (1993 oder 1995) wurde in Ulan-Ude ein reines Frauenkloster (Zungon Darzhaling) gegründet, welches bis heute das einzige buddhistische Frauenkloster in Russland darstellt. Die Initiative ging auf einen Besuch des amtierenden 14. Dalai Lamas, Tenzin Gyatso, im Jahr 1992 zurück, bei dem er den Bau eines Dazans für Frauen empfahl. Die Bauarbeiten am Hauptgebäude, einem Tempel (dugan), begannen 1998 und wurden im Jahr 2000 abgeschlossen. 1999 wurde eine Stupa mit einer Reliquie des Buddha eingeweiht. Im nächsten Jahr wurde eine große Buddha-Statue aus St. Petersburg in den Dazan gebracht, die ursprünglich von Agvan Dorzhiev Anfang des 20. Jahrhunderts aus Tibet nach Russland gebracht worden war. Mitte der 2010er Jahre war eine der Frauen im Dazan, Tenzin Chodron, eine Novizin, alle anderen waren buddhistische Laien.

#### Etablierung verschiedener Schulen des Buddhismus
Entgegen der Zeiten im Zarenreich, bekennen sich heute nicht mehr alle Buddhisten in Burjatien ausschließlich zur Gelug-Schule des Buddhismus. Obwohl die Anhänger dieser Schule noch immer die Mehrheit der Buddhisten ausmachen, sind inzwischen auch die drei anderen großen Schulen des tibetischen Buddhismus (Nyingmapa, Kagyü, Sakya) sowie die Zen-Tradition und der Theravada-Buddhismus in Burjatien vertreten.

## Eigenständigkeit des burjatischen Buddhismus und „Burjatischer Buddhismus“
Unter den Buddhisten der Region, ebenso wie in der Wissenschaft, wird die Frage diskutiert, ob der Buddhismus der Burjaten in Russland eine autonome Form des Buddhismus, also einen „Burjatischen Buddhismus“ darstellt oder ob das Siedlungsgebiet der Burjaten die nördlichste Region ist, in der der tibetische Buddhismus weit verbreitet ist. Die Vertreter eines eigenständigen Burjatischen Buddhismus verweisen vor allem auf das besondere Verhältnis der Buddhisten unter den Burjaten zum russischen (bzw. historisch zum zaristischen oder sowjetischen) Staat.

### Verhältnis zum russischen Staat
Viele Burjaten sehen in der frühen Anerkennung des burjatischen Buddhismus als eine der legitimen Religionen des Zarenreiches durch Zarin Elisabeth Petrowna 1741 und in der Einführung der Institution der Pandito Khambo Lamas bereits 1764 ein Zeichen der Autokephalie, also organisatorischen Eigenständigkeit, der burjatischen Geistlichkeit. In seiner Eigenständigkeit sei das Amt des Khambo Lamas vergleichbar mit der Autorität der tibetischen Dalai Lamas und der mongolischen Jentsundamba Khutukhtus. Im Gegensatz zu diesen beiden Ämtern, deren jeweilige Inhaber als Reinkarnationen (Trülku) ihrer jeweiligen Vorgänger gesehen werden, wird der Khambo Lama durch die Regierung eingesetzt.

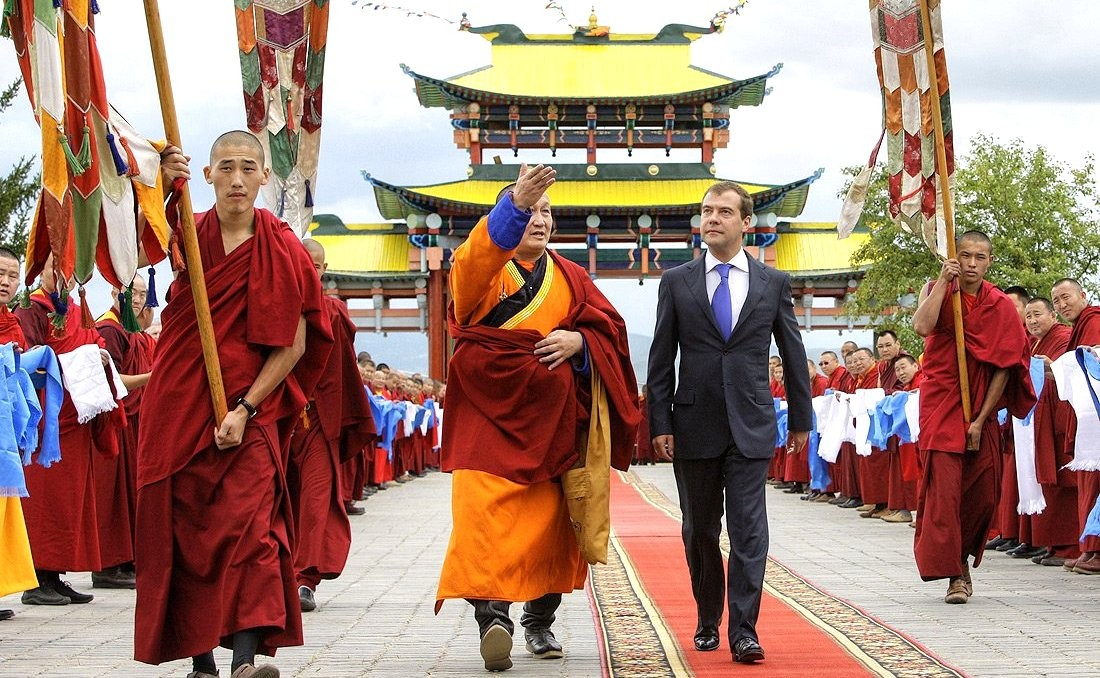
Dmitri Medwedew (Mitte rechts, im Anzug) im August 2009 bei seinem Besuch in Burjatien im Iwolginski Dazan. Links von ihm ist der amtierende Khambo Lama, Damba Ajuschejew, zu sehen. Bei diesem Besuch wurde der russische Präsident als Inkarnation der Gottheit Weiße Tara anerkannt.

Das besondere Verhältnis zum russischen Staat drückt sich aus in der Anerkennung russischer Machthaber als Inkarnationen der im tibetischen Buddhismus wichtigen Gottheit der Weißen Tara. 2009 erklärte der amtierende oberste Geistliche der Burjaten, der Khambo Lama (Damba Ajuschejew), den damaligen russischen Präsidenten Dmitri Medwedew, zu einer Reinkarnation der Weißen Tara. Er bezeichnete auch den russischen Präsidenten Wladimir Putin als eine solche Reinkarnation. Bereits im 18. Jahrhundert erhielten die Zaren unter den burjatischen Buddhisten einen sakralen Status, gegen Ende des 19. Jahrhunderts wurden sie mit der Weißen Tara assoziiert. Nach mündlicher Tradition wurde bereits 1767 die Zarin Katharina die Große als eine Reinkarnation der Weißen Tara gesehen.
Einige burjatische Ethno-Nationalisten setzen sich für einen unabhängigen, autokephalen Buddhismus ein. Der Khambo Lama und somit oberste Geistliche der Burjaten, Damba Badmajewitsch Ajuschejew, spricht sich seit den 2000er Jahren gegen die Ausbreitung tibetischer Missionare in Burjatien aus. Die Regierung im Kreml unterstützt diese Sichtweise und versucht die internationalen Verbindungen der Burjaten in andere buddhistische Gebiete zu unterbinden. Bereits seit den 1990er Jahren gibt es jedoch eine kleine Zahl tibetischer Mönche in Burjatien, die versuchen, einen ihrer Meinung nach „authentischen Buddhismus“ in Burjatien zu verbreiten. Ebenso gibt es viele buddhistische Laien und Mönche, die für einige Zeit im Ausland Buddhismus studieren und die offizielle Politik zur Wiederbelebung des Buddhismus und den versuchten Ausschluss des tibetischen Einflusses kritisieren.

### Fehlender Zölibat
In der tibetischen Tradition des Buddhismus, insbesondere in der Gelug-Schule, der die Burjaten traditionell angehören, wird nach den buddhistischen Ordensregeln (Vinaya) große Bedeutung auf den Zölibat der Mönche gelegt. In den mongolischen Regionen des tibetischen Buddhismus, wozu auch Burjatien gehört, wurde die Ehelosigkeit und sexuelle Enthaltsamkeit aber nie streng durchgesetzt. Heute wird dies häufig auf den Einfluss des staatlichen Atheismus in der Sowjetunion zurückgeführt; es gibt aber Hinweise darauf, dass die Regel auch während des Zarenreichs schon nicht stringent durchgesetzt wurde. Viele der Burjaten, die zum Studium an tibetische Klöster in Indien gegangen sind, haben ihre Mönchsgelübde zurückgenommen und geheiratet. Fast ausschließlich tibetische Mönche, die in Burjatien arbeiten und lehren, halten sich an die Regel des Zölibats. Einige buddhistische Laien sehen im fehlenden Zölibat einen Verfall des Dharma. Da traditionell nur die Lamas als Mönche bezeichnet werden, die die Mönchsgelübde und damit auch den Zölibat einhalten, sollten Lamas, die ihre Gelübde zurückgezogen haben, nach Meinung dieser Laien ihre Mönchsrobe ablegen und andere Kleidung tragen.

### Burjatisierung des Buddhismus in Burjatien
2004 ernannte der Traditionelle Buddhistische Sangha Russlands unter der Leitung des Khambo Lama Damba Ajuschejew drei buddhistische Objekte zu nationalen Symbolen, die für Burjaten besonders kostbar seien. Die drei Kostbarkeiten sind die Figur des Sandelholz-Buddhas, die nach einer Legende ein lebendiges Bild des historischen Buddha Shakyamuni sein soll, eine Reihe tibetischer medizinischer Manuskripte aus dem 17. Jahrhundert, von denen nur zwei weitere Kopien in Lhasa bekannt sind und die Ende des 19. oder Anfang des 20. Jahrhunderts nach Burjatien gebracht wurden und der unverweste Leichnam des zwölften und letzten Khambo Lama der Zarenzeit, Daschi-Dorscho Itigelow (1852–1927), der auf sein angebliches Geheiß vor seinem Tod in den folgenden Jahrzehnten mehrfach exhumiert und nahezu unversehrt vorgefunden wurde. Zuletzt wurde der Körper am 11. September 2002 exhumiert; seitdem wird er in einem Glaskasten geschützt von gläubigen Buddhisten verehrt.

### „Burjatischer Buddhismus“ oder Tibetischer Buddhismus?
Ab 1989 gingen einige Burjaten als Novizen in tibetische Klöster (vornehmlich im indischen Exil), um die traditionellen Lehren der Gelug-Schule des tibetischen Buddhismus zu erlernen. Je nach Länge ihres Studiums kehrten die meisten von ihnen erst in den 2000er, manche in den 2010er Jahren nach Burjatien zurück. Während ihrer Abwesenheit kam es neben den politischen und gesellschaftlichen Änderungen nach dem Zerfall der Sowjetunion in Burjatien auch zu weiteren eigenständigen Entwicklungen des Buddhismus, sodass die zurückkehrenden Geistlichen auf Formen des Buddhismus trafen, die noch weiter von der tibetischen Tradition abwichen. Aufgrund der Diskrepanz zwischen den im Ausland ausgebildeten Geistlichen und den Entwicklungen in Burjatien bezeichnete das geistige Oberhaupt des burjatischen Buddhismus, Khambo Lama Damba Ajuschejew die burjatischen Rückkehrer aus tibetischen Klöstern in Indien als indusy (eigentlich russisch für „Hindus“, heutzutage ein Begriff für „Inder“).
Ajuschejew vertritt wie einige andere Angehörige der buddhistischen burjatischen Geistlichkeit, allen voran des Buddhistischen Traditionellen Sangha Russlands, dessen Oberhaupt er ist, die Vorstellung eines eigenständigen „Burjatischen Buddhismus“. Zudem unterstützt und fordert er einige eigenständige Entwicklungen des Buddhismus unter den Burjaten. So hält er den Zölibat der Mönche für optional und unterstützt das Abhalten religiöser Zeremonien in burjatischer anstatt in tibetischer Sprache, was beides den traditionellen Bräuchen der Gelug-Schule des tibetischen Buddhismus widerspricht, die unter den Burjaten bis heute vorherrschend ist.
Andere Gläubige hinegegen betonen die Zugehörigkeit des burjatischen Buddhismus zum Buddhismus in Tibet und sehen nicht in Burjatien, sondern in Dharamsala, dem Sitz des Dalai Lamas und der tibetischen Exilregierung in Indien, ihre geistige Heimat. Die Ethnologin Anya Bernstein sieht in der Frage der Beziehung der Burjaten zu Tibet das polarisierendste Thema für die burjatische Gesellschaft.
Der Mongolist Klaus Sagaster spricht von einem „traditionellen burjatischen Buddhismus“, der sich tibetischem Einfluss gegenübersieht, schreibt zugleich aber auch, „dass sich Lehre, Klosterwesen und religiöse Praxis des traditionellen burjatischen Buddhismus nur geringfügig vom tibetisch-mongolischen Buddhismus unterscheiden.“

## Verbreitung des Buddhismus unter den Burjaten und in Burjatien
Während die Zahl der Buddhisten unter den Burjaten während der Sowjetunion auf etwa 10 % beziffert wurde, mit noch geringeren Zahlen in den Städten, identifiziert sich heute die Mehrheit der Burjaten wieder mit dem Buddhismus. Der Anteil hat innerhalb weniger Jahrzehnte nach dem Ende der Sowjetunion wieder ein Niveau erreicht, das in etwa dem vor der Gründung der Sowjetunion 1917 entspricht. In den 2000ern bekannten sich 96,4 % der ethnisch burjatischen Frauen und 79,6 % der Männer in Burjatien als buddhistische Gläubige oder zum buddhistischen Glauben tendierend. Aufgrund der ethnischen Zusammensetzung der Bevölkerung in der Republik (Burjaten machen etwa ein Drittel der Bevölkerung der Republik aus) bedeutet dies gleichzeitig, dass etwa ein Drittel der Menschen in der Republik sich als Buddhisten bezeichnen. Neben der Wiederbelebung des Buddhismus gibt es auch ein starkes Aufleben des Schamanismus unter den Burjaten sowie eine Wiederverbreitung des russisch-orthodoxen Glaubens unter der nicht-burjatischen Bevölkerung, die beide ebenfalls als traditionelle Glaubensrichtungen in der Region anerkannt sind.